# Yanling (Xuchang)
Yanling  (en chino, 鄢陵; pinyin, Yānlíng) es un condado  bajo la administración directa de la Prefectura Xuchang en la Provincia de Henan, República Popular China.  Su área es de 869 km² y su población total para 2010 superó los 547 mil habitantes. 

## Administración
Desde abril de 2022, el  Condado Yanling  se divide en 12 pueblos administrados en poblados. 

## Toponimia
El topónimo Yanling combina los sinogramas Yan (nombre propio) y Ling (colina).
A principios de la dinastía Zhou, en esta región se estableció el Estado Yan (鄢国). Durante el período Zhou Oriental, el rey Ping (周平王) la renombró Yanling (鄢陵). El nombre "Yanling" proviene de la ubicación de su ciudad amurallada, construida sobre una colina alargada, de ahí la combinación Yan-Ling.